# 陳洪範 (武舉人)
陳洪範（？—1646年），字九疇，號東溟，遼東人，明末清初軍事人物。

## 生平
武舉出身。崇禎五年（1632年），孔有德在山東叛亂，陳洪範領兵三千精兵參與平叛。崇禎六年（1633年）二月，登州被收復，孔有德投降後金，陳洪範因功加封為太子少傅。崇禎十年（1637年）正月，朝鮮告急，命總兵陳洪範調各鎮舟師赴援。清軍攻皮島，陳洪範逃到廣鹿島，被革職。後為熊文燦部將，同左良玉一起大敗張獻忠於鄖西。義釋當時的延綏鎮軍吏張獻忠。順治元年（1644年）九月，與左懋第、馬紹愉同往北京，至德州，清朝山東巡撫方大猷僅允許百人赴京。十月初一日，隨行至北京張家灣。左懋第與馬紹愉被扣留於北京，僅陳洪範被釋還，後降清，順治三年（1646年）六月十九日病亡。